# Agave victoriae-reginae
Agave victoriae-reginae là một loài thực vật có hoa trong họ Măng tây. Loài này được T.Moore mô tả khoa học đầu tiên năm 1875.

## Hình ảnh

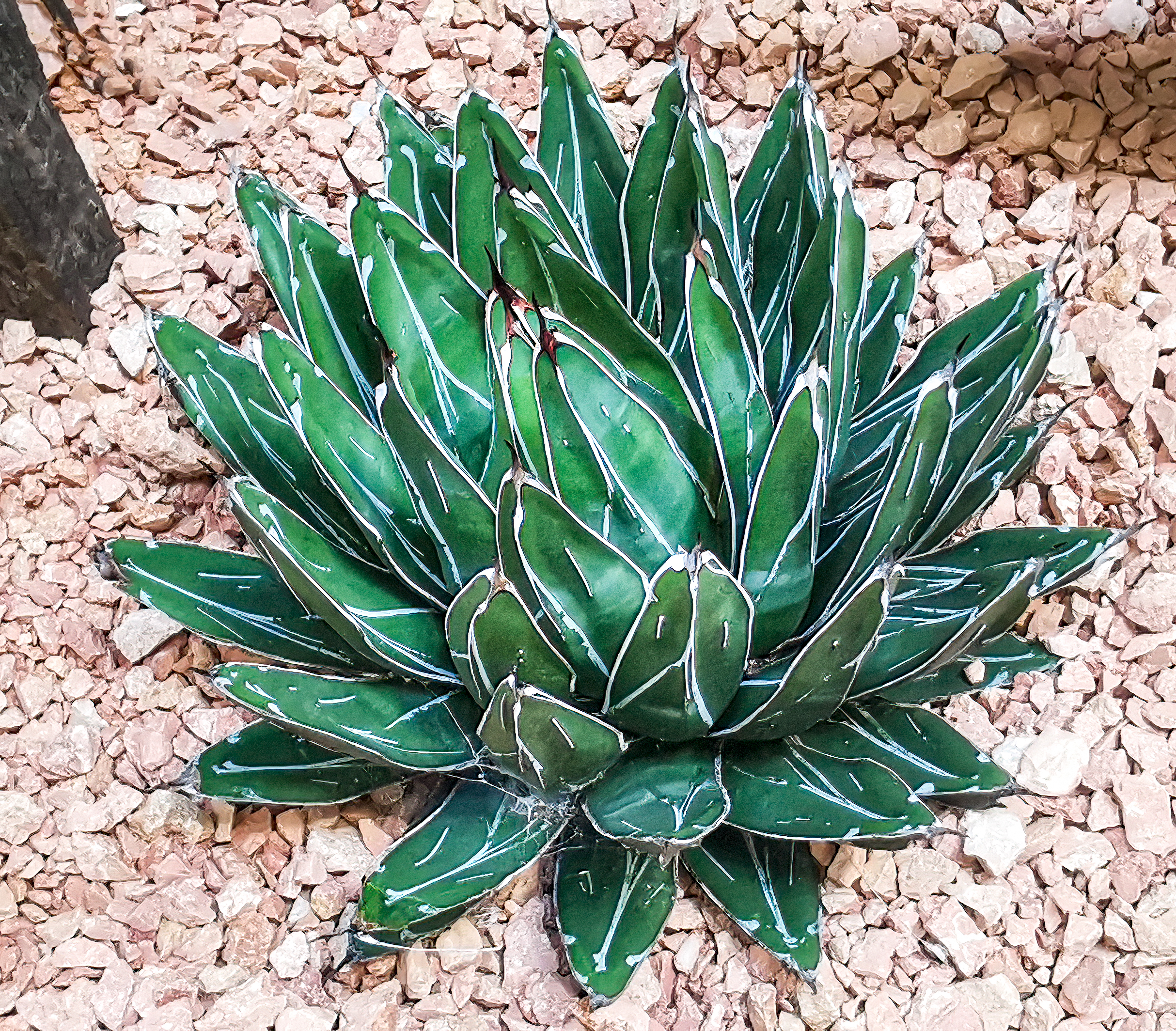
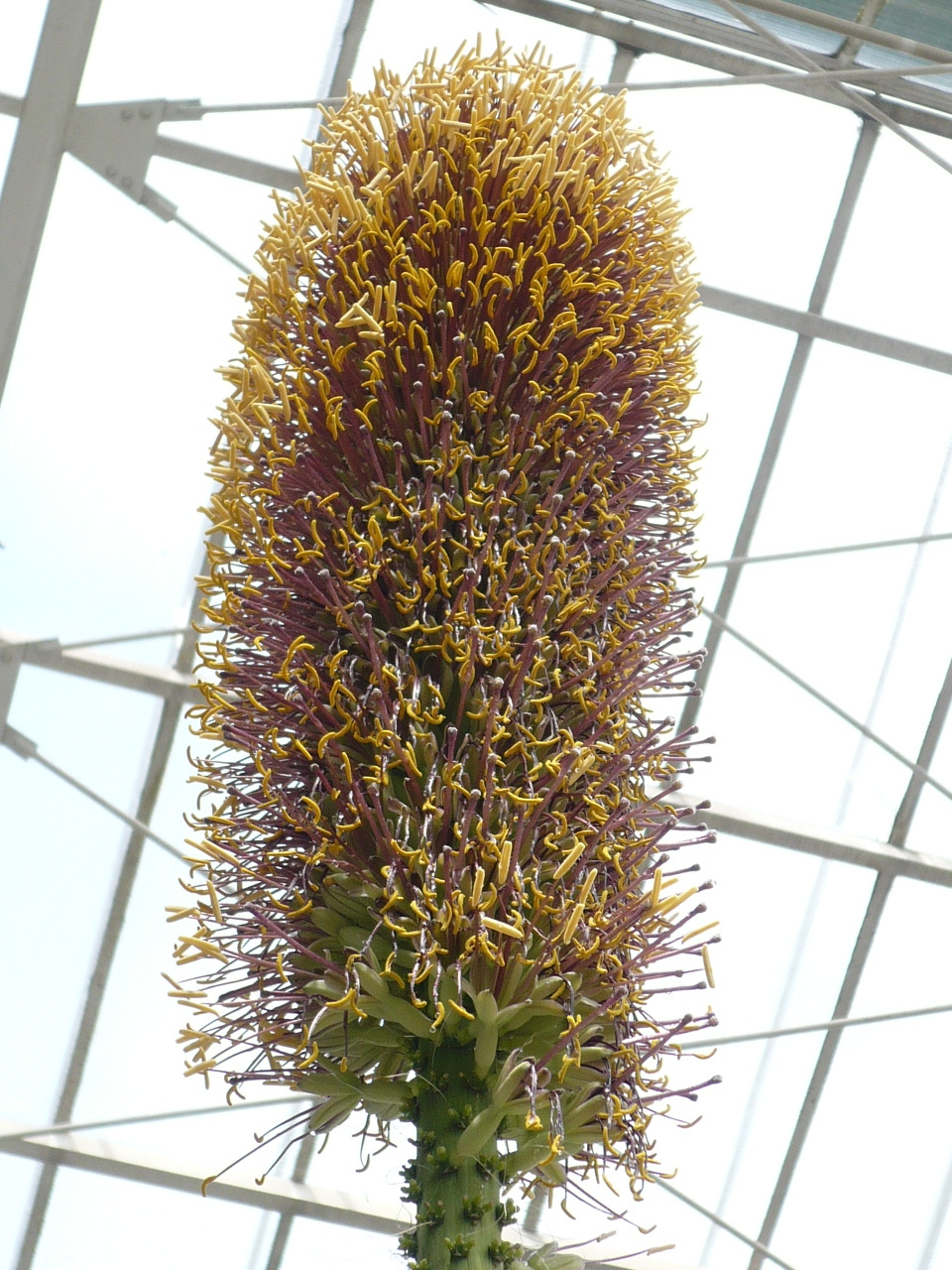
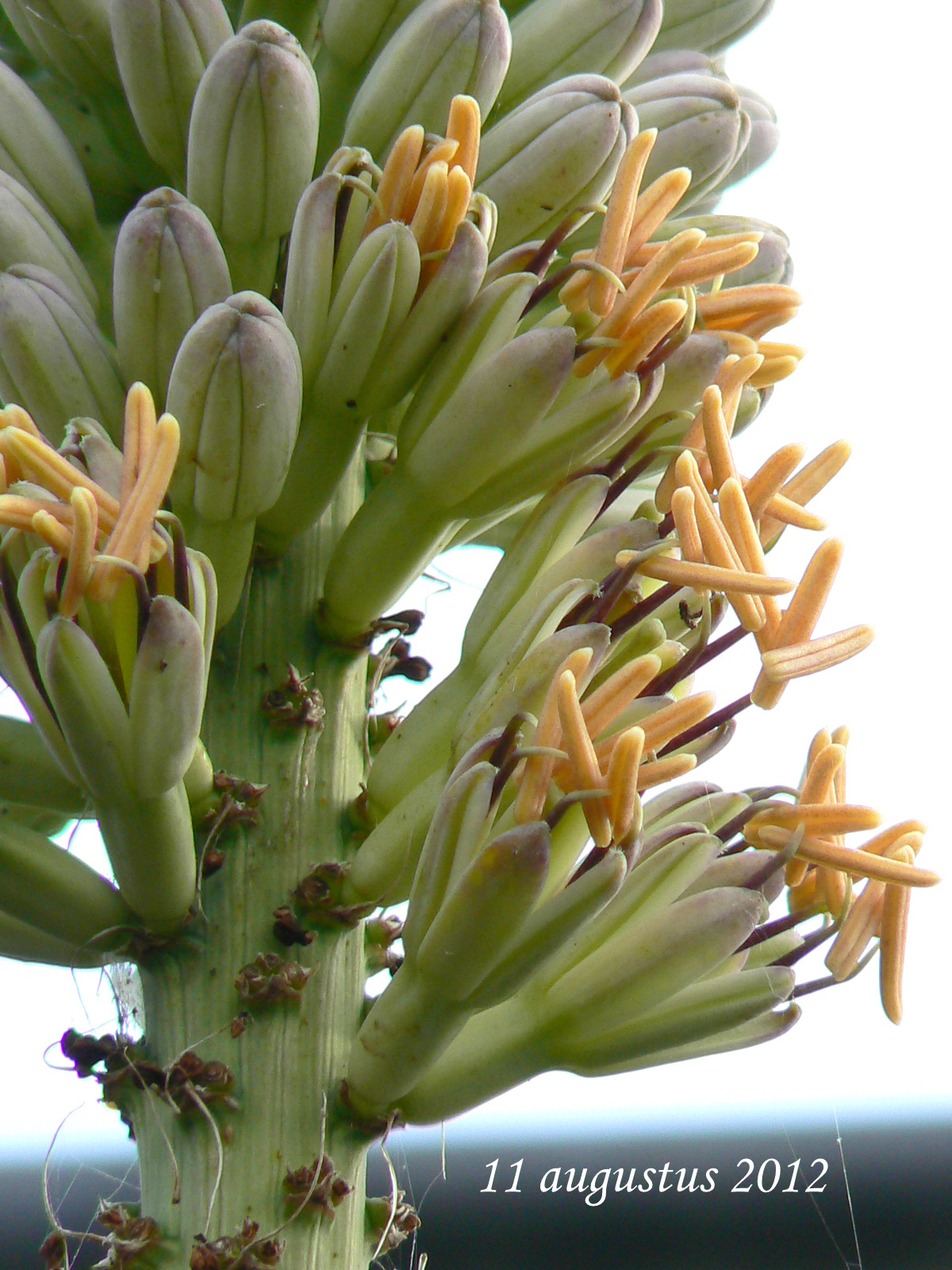
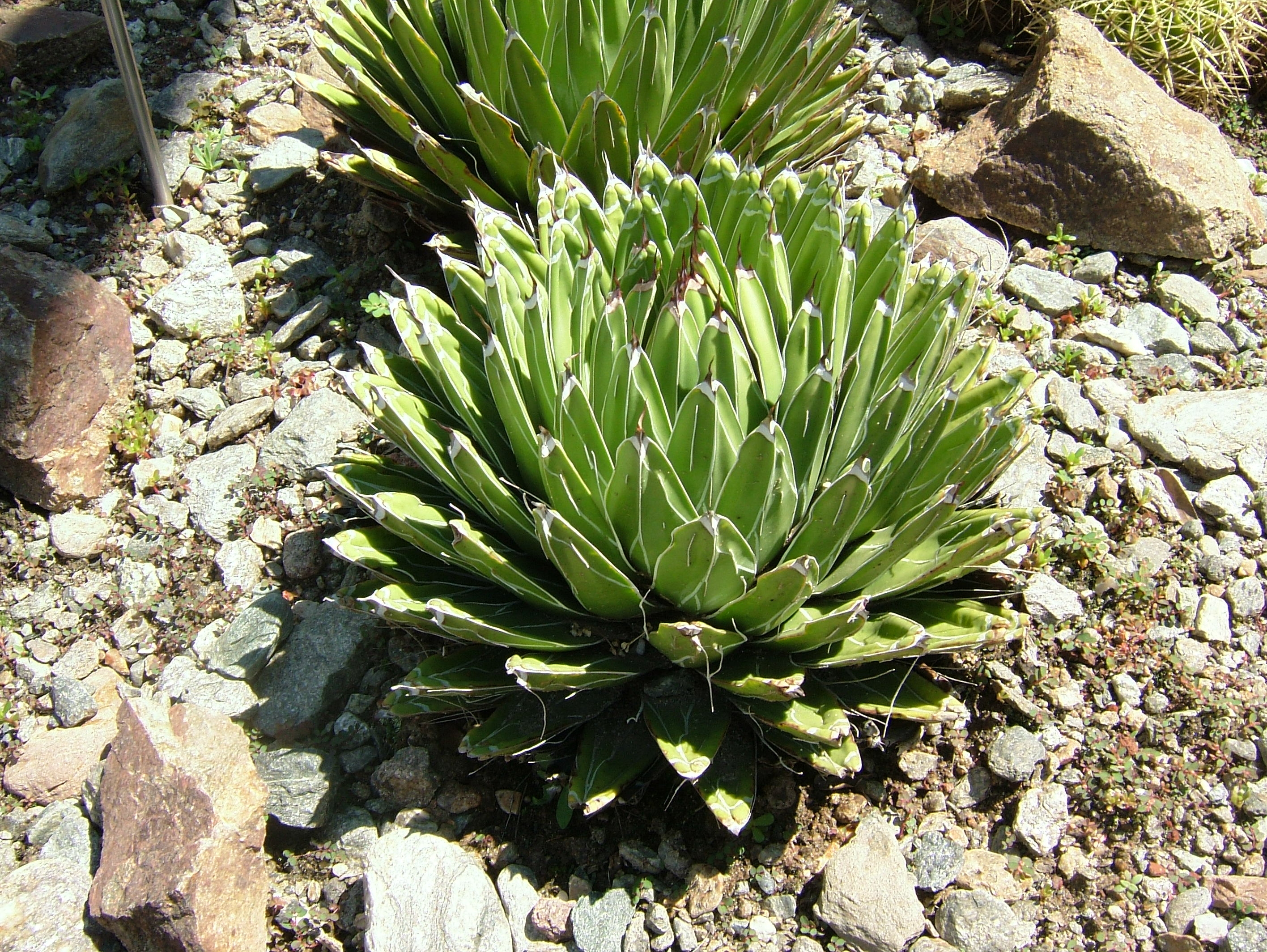